# Brazda Kilinailai
Brazda Kilinailai oceanski je jarak koji ocrtava oceansku granicu između Tihooceanske ploče i Sjeverne Bismarckove ploče u Papui Novoj Gvineji. Manusova brazda, zapadni nastavak brazde Kilinailai, označava granicu između Karolinske i Sjeverne Bismarckove ploče. Međutim, sporno je kreće li se Karolinska ploča neovisno o Pacifičkoj ploči. Ako ne, te dvije brazde zajedno tvore granicu Tihooceanske i Sjeverne Bismarckove ploče.